# عمرو يهزم التنين
عمرو يهزم التنين هي صفحة من مخطوطة فارسية مزخرفة توضح حلقة من حمزة نامه، تعود لسلطنة مغول الهند. حجم الصفحة 55×70 سم. وهي موجودة ضمن مجموعة متحف الفنون التطبيقية النمساوي في فيينا.
رسم داسوانث المخطوطة. تُظهر المخطوطة المضيئة شخصية من الشطار والعيارين اسمها عَمرو وهو يقاتل تنينًا من مخطوطة حمزة نامه، التي تُصور بطولات أسطورية لعم النبي حمزة، وتعود لسلالة مغول الهند [الإنجليزية]. 

## روابط خارجية
- أكبر، موجولريش، متحف Großmogul Österreichisches für angewandte Kunst / Gegenwartskunst

48°12′27″N 16°22′54″E / 48.2075°N 16.3817°E